# Су-Індол
Су-Індо́л, Сув-Індо́л (крим. Suv İndol) — річка в Україні, на Кримському півострові. Ліва притока Мокрого Індолу (басейн Чорного моря).

## Опис
Довжина річки 27 км, похил річки 20 м/км, найкоротша відстань між витоком і гирлом — 16,60 км, коефіцієнт звивистості річки — 1,73. Площа басейну водозбору км². Річка формується 3 річками та декількома загатами.

## Розташування
Бере початок біля перевалу Маски. Спочатку тече на північний захід понад горами Гудур, Шайтан-Оба, між селами Синьокам'янка та Земляничне. Біля Оленівки повертає на північний схід, далі тече через Курське і з'єднується з річкою Сали. У цьому місці бере початок річка Мокрий Індол.
Населені пункти вздовж берегової смуги: Радісне, Учебне, Тополівка.

## Цікавий факт
- Між селами Радісне та Учебне річку перетинає автошлях Р23 (автомобільний шлях регіонального значення на території України Сімферополь — Феодосія).

## Притоки
Баймурза, Сазих-Дере (ліві), Чамар, Куртинська балка (праві).